# Kommunalwahlgesetz
Das Gesetz über die Kommunalwahlen im Lande Nordrhein-Westfalen ist ein Landesgesetz in Nordrhein-Westfalen. Es enthält Bestimmungen für die Wahl der Vertretungen auf kommunalpolitischer Ebene, nämlich für die Wahl
- des Rates in den Gemeinden,
- des Kreistages in den Kreisen.

und darüber hinaus für die Wahl 
- der Bezirksvertretungen
- der Bürgermeister und Landräte.

Es ist Teil des Kommunalwahlrechts in Nordrhein-Westfalen.